# Seriola
För släktet, se Seriola (släkte)
Seriola (Seriola dumerili) är en fisk i familjen taggmakrillfiskar som finns i de flesta av världens varmare hav.

## Utseende
Seriolan är en långsträckt fisk med kort huvud och stor mun. Ryggen är gråblå till grålila, sidorna gulaktiga och silverfärgad buk. Längs huvudet har den ett mörkt band. Vanligtvis blir den omkring 100 cm lång, men som mest kan den bli 190 cm och väga drygt 80 kg.

## Vanor
Arten vistas främst långt från land ner till ett djup av 360 m (dock vanligen mellan 20 och 70 m), gärna i närheten av rev och skeppsvrak. Den kan emellertid även gå in närmare land. Som ung lever den i stim, men stimmens storlek minskar med växande ålder, och de äldre fiskarna tros vara helt solitära. Den kan bli åtminstone 17 år gammal.
Födan består framför allt av fiskar som storögonselar och sardiner, men den tar också ryggradslösa djur som bläckfiskar och kräftdjur. Ungfiskarna tar djurplankton. Själv utgör seriolan föda åt många fiskar som gulfenad tonfisk och kummel samt havsfåglar som brun noddy och sottärna.

### Fortplantning
Seriolan blir könsmogen vid en ålder av 4 till 5 år. I västra Atlanten sker leken ute till havs mellan mars och juni, ofta i närheten av undervattensrev och skeppsvrak.

## Utbredning
Arten finns i de flesta av jordens varmare hav. I östra Atlanten finns den från Brittiska öarna till Medelhavet och Marocko. Eventuellt kan den finnas ännu längre till söder, men den afrikanska utbredningen är osäker på grund av förväxling med den nära släktingen Seriola carpenteri. I västra Atlanten finns den från Nova Scotia i Kanada över Bermuda, Mexikanska viken och Västindien till Brasilien. I Indiska oceanen och Stilla havet finns den vid Sydafrika, i Persiska viken, kring södra Japan, Hawaii och söderut till Nya Kaledonien samt vid Marianerna och Karolinerna i Mikronesien.

## Kommersiell användning
Seriolan är en populär sportfisk och fångas även i mindre utsträckning kommersiellt som föda. Den förekommer också i allmänna akvarier.